# 诺托斯
诺托斯是希腊神话中的夏天之南风之神。与其他三位风神（秋天之東風神－欧罗斯、冬天之北風神－波雷阿斯和春天之西風神－泽菲罗斯）一样，都是提坦阿斯特赖俄斯和黎明女神艾奥斯之子。

## 资料来源
- 《世界神话辞典》，辽宁人民出版社，ISBN 7-205-00960-X